# Curt Wormann
Curt David Wormann (hebräisch קוּרְט דָּוִד ווֹרְמָן 5. Januar 1900 in Berlin – 21. Juli 1991 in Jerusalem) war ein deutsch-israelischer Bibliothekar, Hauptbibliothekar und Direktor der Jüdischen National- und Universitätsbibliothek (JNUB) (1947–1968) in Jerusalem, Gründungsdirektor der Stadtbücherei Kreuzberg in Berlin (1926–1933), Gründer der Fachschule für Bibliotheks- und Archivwesen an der Hebräischen Universität in Jerusalem und eine der zentralen Figuren bei der Gestaltung des öffentlichen und wissenschaftlichen Bibliothekswesens in Israel und der Akademisierung des Bibliothekarsberufs in Israel.

## Leben
Curt Wormann war der Sohn von David und Sophie Wormann, geb. Friedland. Von 1918 bis 1920 studierte Wormann Literaturgeschichte, Philosophie, Geschichte, Soziologie und Bibliothekswissenschaft an der Friedrich-Wilhelms-Universität zu Berlin und danach an der Albert-Ludwigs-Universität in Freiburg im Breisgau, wo er im Jahre 1923 mit seiner Arbeit Der deutsche Bauernroman bis Gotthelf promovierte.
Noch 1923 trat Wormann in die Dienste der Berliner Stadtbibliothek, die damals noch mit all jenen Volksbüchereien (auch Volksbibliotheken genannt, besonders vor 1918) ein zweischichtiges Bibliothekssystem bildete, die im Bereich des alten Stadtgebiets lagen, wie es bis zum Groß-Berlin-Gesetz von 1920 bestanden hatte. Die Stadtbibliothek erbrachte zentral für diese Volksbüchereien bestimmte Dienste (Buch- und Materialkauf, Bestandspflege, Buchbinderei, Personalverwaltung und -schulungen, Katalogisierung etc.).
Neben seiner Arbeit besuchte Wormann Bibliothekarskurse der Preußischen Staatsbibliothek zu Berlin, die er 1926 erfolgreich abschloss. Am 7. September 1926 hatte die Stadtverordnetenversammlung Berlins beschlossen, die Zuständigkeit für die Volksbüchereien im alten Stadtgebiet von der Stadtbibliothek auf die Bezirksämter der inneren sechs Berliner Bezirke (I. Mitte, II. Tiergarten, III. Wedding, IV. Prenzlauer Berg, V. Friedrichshain und VI. Kreuzberg) zu übertragen. Ab 9. November 1926 bildete jeder Bezirk ein eigenes, nunmehr Stadtbücherei genanntes Bibliothekssystem. Wormann wurde als Leiter der neuen Stadtbücherei Kreuzberg berufen, der die zunächst noch sieben im Bezirk gelegenen Volksbüchereien I, V (Kinderbücherei), IX, XIV, XXII und XXIV unterstanden.
Wormann bildete 1928 aus der ‹14. Volksbücherei› (alias Volksbibliothek XIV), bis dahin Baruther Straße, und der ‹3. Lesehalle›, bis dahin Wilmsstraße, die ‹Hauptbücherei Kreuzberg›, in der Wormann auch sein Büro hatte und die einstweilen das Haus Belle-Alliance-Straße 80 bezog (nach Kriegszerstörung 1943, Umbenennung und neuer Nummerierung 1947 steht dort der Neubau Mehringdamm 59). Ein eigener Bau für die Hauptbücherei Kreuzberg konnte nach weiteren Provisorien erst 1964 realisiert werden (damals Wilhelm-Liebknecht-Bücherei genannt, jetzt Mittelpunktbibliothek).
Wormann war auch als Berater für öffentliche Bibliotheken und Schulbüchereien tätig. Mit der Zeit spezialisierte er sich auf Bibliothekswissenschaft und Erwachsenenbildung. Im Jahre 1931 heiratete er die Ärztin Dr. Carola Gottheil. Wormann arbeitete bis April 1933 als Leiter der Stadtbücherei Kreuzberg, als er zusammen mit drei weiteren jüdischen Bibliothekaren des Verbundes ‹Stadtbücherei Kreuzberg› gemäß § 3 im antisemitischen Gesetz zur Wiederherstellung des Berufsbeamtentums entlassen wurde.
Im Jahre 1934 emigrierten er und seine Frau ins Gebiet des Britischen Mandats über Palästina und ließen sich in Tel Aviv nieder. 1937 schließlich konnte er als akademischer Bibliothekar bei Tel Avivs öffentlicher Bibliothek Schaʿar-Zion (ספריית שער־ציון), geleitet von Heinrich Loewe, beginnen. Nach dem Tode Jakob Sandbanks (1897–1939) übernahmen Wormann und Hans Tramer bis Ende ihres Bestehens 1947 die Leitung der Volkshochschule Tel Aviv der Kulturkommission der Hitʾachduth ʿOlej Germania (HOG), die hebräisch- und deutschsprachige Seminare über Palästinakunde, jüdische Geschichte und Literatur und auch Diskussionsabende in hebräischer Sprache veranstaltete. Als 1946 Gotthold Weil nach elf Jahren als Direktor des Jüdischen National- und Universitätsbibliothek (seit 2010 mit dem Namen ‹Nationalbibliothek Israels›) in den Ruhestand trat, blieb das Direktorat zunächst vakant. Eine hoch besetzte Findungskommission berief Wormann im August 1947 zum Hauptbibliothekar, nicht aber zum leitenden Direktor. Mit Beginn des Krieges um Israels Unabhängigkeit musste die Bibliothek – die auf dem Berge Skopus in Jerusalem lag – schließen. Alle Bestände und Kataloge der Bibliothek zusammen mit der allgemeinen Ausrüstung waren auf dem Skopus, der von 1948 bis 1967 eine nur äußerst beschränkt zu erreichende israelische Enklave im jordanischen Teil Jerusalems bildete.
Nach dem Waffenstillstand übernahm die National- und Universitätsbibliothek zunächst die akademische Bibliothek der Jeschurun-Synagoge in Jerusalem sowie diverse private Sammlungen von Professoren und Studenten (darunter die große Bibliothek von Joseph Klausner). Wormann führte diese Bestände mit Hilfe seiner Mitarbeiter zu einer neuen Bibliothek zusammen. Am 8. März 1949 schließlich ernannte man Wormann zum Direktor der National- und Universitätsbibliothek und zum Mitglied des Senats der Hebräischen Universität. Anschließend zogen die Wormanns nach Jerusalem. Im Jahr 1950 fuhr er nach Großbritannien und in die Vereinigten Staaten, um die Arbeit der ausländischen Freunde und Förderer der Bibliothek zu ordnen sowie um mehr Mittel für den Neuaufbau der Bibliothek, den Kauf von Büchern und den laufenden Betrieb einzuwerben.
Er besuchte auch Bibliotheken, um die ausländische Entwicklung von Bibliothekswesen und Bibliothekarsschulen kennenzulernen, mit dem Ziel, in Jerusalem selbst die Einrichtung solch einer Schule vorzubereiten. Bis zu Wormanns Emigration war in Deutschland die Ausbildung für Bibliothekare allmählich institutionalisiert worden, dabei stritten zwei Parteien miteinander, die ‹Stettiner Richtung› um Erwin Ackerknecht (Betonung der Gemeinsamkeiten in der Ausbildung für öffentliche und wissenschaftliche Bibliotheken) und die ‹Leipziger Richtung› (getrennte Ausbildung für Volksbüchereien und wissenschaftliche Bibliotheken) geführt von Walter Hofmann, Wormann tendierte mehr ersterer zu, die auch seiner Laufbahn entsprach.

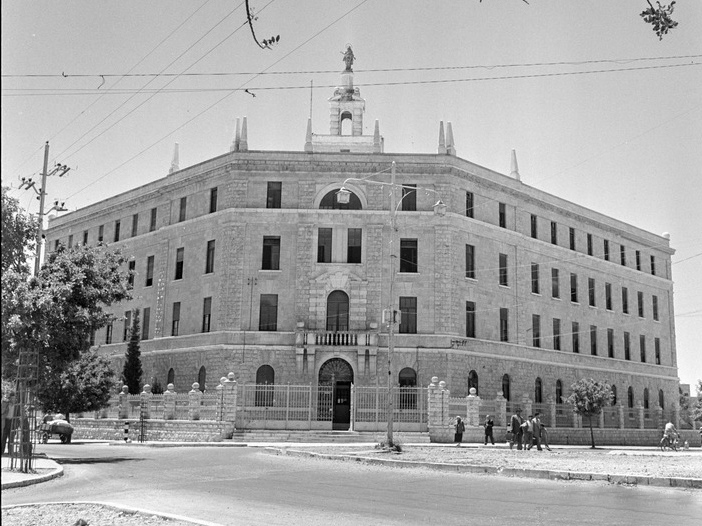
Blick 1950 über den Kikkar Paris aufs Collegio di Terra Santa, 1926 von Antonio Barluzzi

Im März 1951 wurde er eingeladen, Redakteur der Zeitschrift Libri: International Journal of Libraries and Information Services des Verlages Walter de Gruyter zu werden. Er gewann die Unterstützung der Rockefeller-Stiftung für einen Bibliotheksneubau auf der Givʿat Ram, dem neuen Campus der Hebräischen Universität. Einstweilen vermietete die franziskanische Kustodie des Heiligen Landes den Bau des ehemaligen Collegio di Terra Santa an die National- und Universitätsbibliothek, wo sie ihren Betrieb dann wieder aufnahm.
Im November 1952 wurde Wormann zum ordentlichen Professor ernannt. Im Jahre 1955 bewilligte die UNESCO Mittel, mit denen Wormann 1956 die Fachschule für Bibliotheks- und Archivwesen der Hebräischen Universität eröffnen konnte. 1957 ging er auf eine lange Europareise und nahm Arbeitsbeziehungen mit den großen Bibliotheken der Welt auf und konnte hundert Tausende während der NS-Judenverfolgungen geplünderte Bücher für die National- und Universitätsbibliothek erwerben.

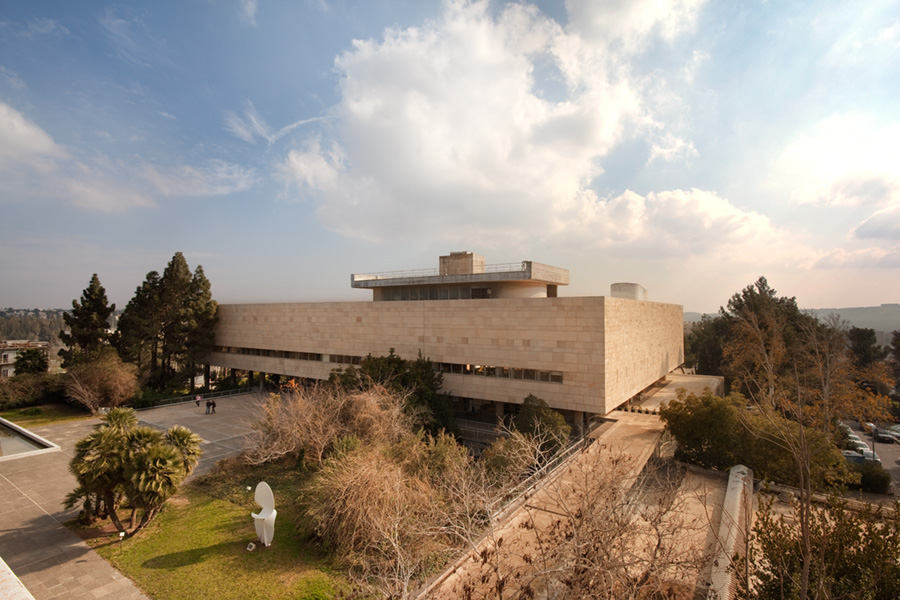
Der ‹Binjan Lady Davis› (Lady-Davis-Bau) der Nationalbibliothek

Bei seinem Amtsantritt war die National- und Universitätsbibliothek eine kleine, provinzielle Institution, sogar abgeschnitten von ursprünglichen Beständen und Bau in der israelischen Enklave auf dem Skopus. Nach zehn Jahren im Amt, war die israelische National- und Universitätsbibliothek unter ihresgleichen anerkannt und zugleich die größte jüdische Bibliothek überhaupt. Mit der Errichtung des von Wormann initiierten ‹Lady-Davis-Gebäudes› auf der Givʿat Ram 1960 konnten alle Bibliotheksbestände in einem der damals größten und modernsten Bibliotheksbauten der Welt zusammengeführt werden.
Zu Konrad Adenauers Besuch in Jerusalem im Mai 1966 bat der Vizepräsident der Hebräischen Universität David ʿAmmiran (geb. Horst Kelner) Wormann darum, den Kanzler bei einem Besuch der National- und Universitätsbibliothek zu empfangen. Wormann sagte zu, hatte sich aber ausbedungen, dass die Hebräische Universität künftig für die National- und Universitätsbibliothek jüdische Handschriften in Deutschland erwerben solle. Im Rahmen der deutschen Lieferungen von Gütern und Dienstleistungen nach Israel, für die die Bundesregierung bezahlte (das Wiedergutmachung genannte Programm deutscher Exporte), erhielt die National- und Universitätsbibliothek dann die Gelegenheit, auf Auktionen in Deutschland jüdische Handschriften zu erwerben.
Wormann schrieb auch Einträge für die Encyclopaedia Hebraica / האנצקלופדיה העברית, u. a. denjenigen zu Johann Wolfgang von Goethe. Im Jahr 1968 trat er als Direktor der National- und Universitätsbibliothek in den Ruhestand. Im Jahre 1973 starb seine Frau Carola, beide waren kinderlos geblieben.
Im Jahr 1976 initiierte er die Einrichtung des ‹Rates für öffentliche Bibliotheken› beim israelischen Bildungsministerium und wirkte als dessen Vorsitzender, und die Gründung des ‹Zentrums des Buches und der Bibliotheken in Israel› (hebräisch מרכז הספר והספריות בישראל englisch Israel Center for Libraries), welches das Berufsbild des Bibliothekars und Bibliothekswesen in Israel geformt hat. Wormann war einer der Initiatoren des ‹Gesetzes der öffentlichen Bibliotheken› (1975; hebräisch חוק הספריות הציבוריות), das unter anderem auch die Lieferung von Pflichtexemplaren an Bibliotheken regelt.

## Schriften
- Der deutsche Bauernroman bis Gotthelf. Philologische Dissertation vom 15. April 1924 an der Albert-Ludwigs-Universität in Freiburg im Breisgau (Typoskript).
- „Der moderne russische Roman und seine Leserschaft“. In: Bücherei und Bildungspflege: Zeitschrift für die gesamten ausserschulmässigen Bildungsmittel, Nr. 11 (1931), S. 395–409 (Vortrag, gehalten auf der Jahresversammlung 1931 des Verbandes deutscher Volksbibliothekare in Braunschweig).
- Russland. Sieben-Stäbe Verlag, Berlin 1931 (= Weltliteratur der Gegenwart, 1890–1931; Bd. 3).
- „Autorität und Familie in der deutschen Belletristik nach dem Weltkrieg. Literaturberichte“. In:  Max Horkheimer (Hrsg.): Studien über Autorität und Familie. Félix Alcan, Paris 1936, S. 726–734.
- mit Jakob Sandbank: Chinuch: Führer durch das hebräische Schul- und Erziehungswesen in Palästina. Palästina-Amt Berlin der Jewish Agency for Palestine und die התאחדות עולי גרמניה (Hithʾachduth ʿOlej Germania), Tel Aviv (Hrsg.): Zionistische Vereinigung für Deutschland, Berlin 1937
- “לנדאואר מורה הדרך בספרות ובחיים” (Landauer moreh ha-derech ba-siphruth weba-chajim). In: Jakob Sandbank (Hrsg.): Studien (יעקב זנדבנק), גוסטב לנדאואר: במלאת עשרים שנה להרצחו, Tel Aviv: המרכז לתרבות של הסתדרות העובדים העברים הכללית בארץ ישראל, 1939
- “בעיות הספרייה בישראל” (Bəʿajoth ha-siphrijjah bə-Jisraʾel). In: יד לקורא (Jad la-Qôreʾ), Bd. 2 (ב; 1950), S. 1 (א).
- Impressions on American libraries. Washington D.C. 1952 (=Library of Congress.; Information bulletin).
- “The scientific libraries of Israel”. In: UNESCO bulletin for libraries, 1954, vol. 8, no. 1.
- “בעיית הספרייה והספרנות בימינו” (Bəʿajoth ha-siphrijjah wə-ha-saphranuth bə-jamejnu). In: יד לקורא (Yad laq-Qôreʾ), Bd. 5 (ה;  1958), S. 1 (א).
- “על חינוך ספרנים בישראל” (ʿAl chinnuch spharim bə-Jisraʾel), in: יד לקורא (Jad la-Qôreʾ), Bd. 5 (ה;  1958), S. 2–3 (ב—ג).
- National libraries in our time: the UNESCO Symposium on National Libraries in Europe. E. Munksgaard, Kopenhagen 1959.
- “National libraries in our time: the UNESCO Symposium on National Libraries in Europe”. In: Libri, Bd. 9, no. 1–4 (1959): S. 273–307
- „Kulturelle Probleme und Aufgaben der Juden aus Deutschland in Israel seit 1933“. In: In zwei Welten: Siegfried Moses zum 75. Geburtstag, Hans Tramer (Hrsg.): בטאון (Bitaon), 1962, S. 280–329.
- Co-operation of national libraries with other libraries in the same country and in other countries. Paris: ohne Verlag (UNESCO), 1963.
- [Education for librarianship abroad:] Israel. Graduate School of Library and Information Science, University of Illinois Press, Urbana IL 1963.
- Cooperación de las bibliotecas nacionales con otras bibliotecas del mismo país y con las de otros países. UNESCO, Paris 1964.
- La coopération des bibliothèques nationales avec d’autres bibliothèques dans leur pays et à l’étranger. UNESCO, Paris 1964.
- “Aspects of international library co-operation, historical and contemporary”. In: The Library Quarterly, vol. 38, No. 4 (1968/1001): S. 338–351
- “German Jews in Israel: their cultural situation since 1933”. In: Leo Baeck Institute Yearbook (1970), vol. 15 (1), S. 73–103.